# Абрамов, Павел Дементьевич
Павел Дементьевич Абрамов (1911, Черемухов, область Войска Донского — 1968, Октябрьск, Курган-Тюбе) — звеньевой колхоза «Передовой» Октябрьского района Сталинабадской области, Герой Социалистического Труда (03.05.1949).

## Биография
Родился в 1911 году на хуторе Черёмухов Усть-Медведицкого округа Области Войска Донского (ныне — городской округ Михайловка Волгоградской области).
В 1930—1936 годах рабочий лесничества в городе Козлов (с 1932 года — Мичуринск) Центрально-Чернозёмной (с 1934 года — Воронежской) области.
В 1936 году уехал в Таджикскую ССР, поступил на работу в хлопководческий колхоз «Передовой» Октябрьского района Сталинабадской (с 1939 года) области (в 1944—1947 годах — Курган-Тюбинской области). Вскоре был назначен звеньевым. Его звено добивалось высоких урожаев хлопка, благодаря чему колхоз выполнял и перевыполнял планы по поставкам государству.
Особо значительных успехов его звено добилось в 1948 году, когда получило 68,5 центнеров египетского хлопка с гектара на площади 6,3 гектара.
Указом Президиума Верховного Совета СССР от 3 мая 1949 года за получение высоких урожаев хлопка при выполнении колхозами обязательных поставок и контрактации по всем видам сельскохозяйственной продукции присвоено звание Героя Социалистического Труда.
Продолжал работать звеньевым до 1951 года. Затем был избран председателем колхоза, переименованного в «Ленинград», и возглавлял его до конца жизни.
Жил в посёлке Октябрьск (ныне — посёлок Исмоили Сомони Хатлонской области). Умер в 1968 году.